# Lotte Claes
Lotte Claes   (Sint-Niklaas, 5 de maig de 1993) és una ciclista belga que compagina el duatló amb el ciclisme de carretera, on, actualment competeix amb l'equip Arkéa-B&B Hotels.
La seva victòria més destacada en el ciclisme és l'Omloop Het Nieuwsblad de 2025.

## Palmarès en ciclisme de carretera
- 2025
  - 1a a l'Omloop Het Nieuwsblad

## Palmarès en duatló
- 2022
  - Medalla d'argent al campionat del món de llarga distància
- 2023
  - Medalla de bronze al campionat del món de llarga distància

### Resultats a les Grans Voltes

#### Tour de França
- 2024: 16a posició
- 2025: 31a posició